# Ретроградная холангиопанкреатография
Ретроградная холангиопанкреатография (РХПГ; англ. Endoscopic retrograde cholangiopancreatography, ERCP) — эндоскопический метод исследования жёлчных протоков и протока поджелудочной железы, сочетающий эндоскопию с рентгеноскопическим исследованием. Является одновременно диагностической и лечебной процедурой.

## История
Метод был впервые разработан и применён в 1968 году. Впервые успешное выполнение процедуры описано МакКьюном (McKune) и соавторами.

## Методика проведения
РХПГ выполняется в условиях стационара в специально оборудованных рентгеноэндоскопических кабинетах. Процедура включает несколько этапов:
1. Премедикация (седация или общая анестезия)
2. Введение дуоденоскопа через рот, пищевод и желудок в двенадцатиперстную кишку к большому дуоденальному сосочку
3. Катетеризация протоков с введением рентгеноконтрастного вещества
4. Рентгеноскопическая визуализация протоковой системы

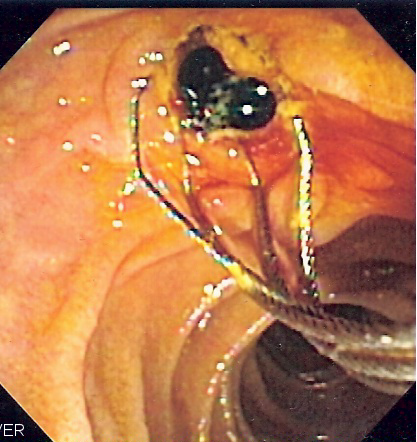
Эндоскопическое изображение: извлечение пигментных камней общего жёлчного протока после папиллосфинктеротомии

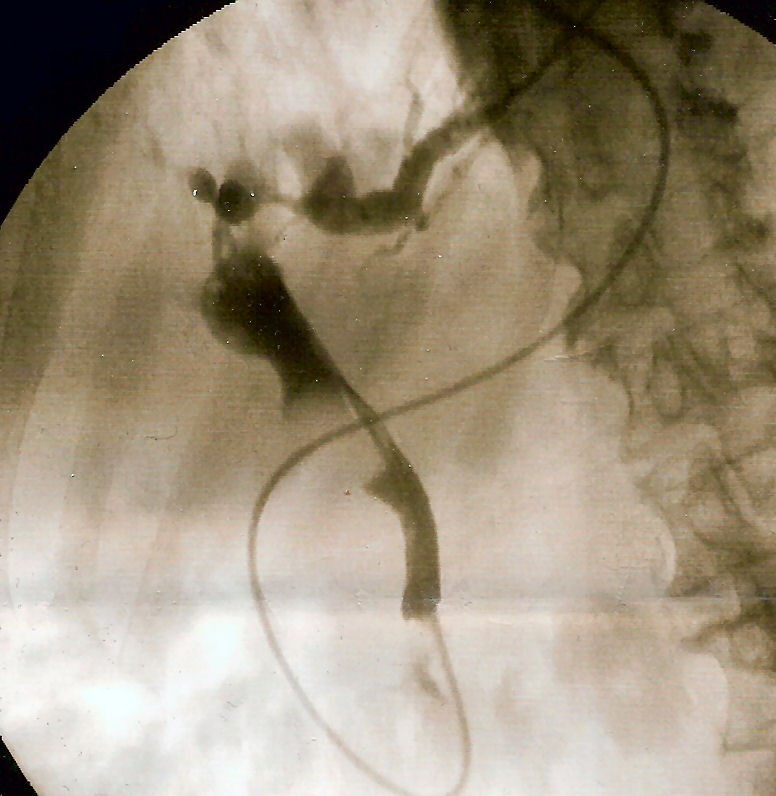
Рентгеноскопическое изображение при РХПГ: камень в дистальном отделе общего жёлчного протока

## Показания
Основные показания к проведению РХПГ:
- Холедохолитиаз (камни общего жёлчного протока)
- Механическая желтуха неясного генеза
- Подозрение на опухолевое поражение желчевыводящих путей
- Холангит (воспаление жёлчных протоков)
- Стриктуры жёлчных протоков
- Предоперационная оценка анатомии протоков

## Лечебные возможности
При выявлении патологии во время РХПГ возможно выполнение лечебных вмешательств:
- Папиллосфинктеротомия (рассечение большого дуоденального сосочка)
- Экстракция конкрементов жёлчных протоков
- Стентирование жёлчных протоков
- Дренирование жёлчных протоков (установка назобилиарного дренажа)
- Дилатация стриктур

## Осложнения
РХПГ является инвазивной процедурой с риском развития осложнений, частота которых составляет 5-10% при диагностических и 10-20% при лечебных вмешательствах.

### Панкреатит
Наиболее частое осложнение (1,3-5,4% случаев). Согласно определению Американского общества гастроинтестинальной эндоскопии, пост-РХПГ панкреатит диагностируется при:
- появлении/усилении абдоминальной боли
- повышении амилазы сыворотки ≥3× от нормы
- необходимости ≥2 дней госпитализации

Факторы риска:
- Молодой возраст (<60 лет)
- Женский пол
- Многократная канюляция панкреатического протока
- Введение контраста в панкреатический проток
- Баллонная дилатация сфинктера Одди
- Отсутствие дилатации желчных путей
- Подозрение на дисфункцию сфинктера Одди

Профилактика:
- Ограничение манипуляций с панкреатическим протоком
- Использование смешанного тока при сфинктеротомии
- Фармакопрофилактика (соматостатин 250 мкг в/в болюсно)

### Кровотечение
Частота: 0,76-2,0%, преимущественно после папиллосфинктеротомии.
Факторы риска:
- Нарушения коагуляции
- Маленький размер устья БДС
- Артериальная гипертензия

Лечение:
- Эндоскопический гемостаз (адреналин, клипирование)
- В редких случаях - ангиоэмболизация

### Перфорация
Встречается в 0,3-1,0% случаев.
Типы:
1. Перфорация проводником
2. Преампулярная перфорация
3. Дуоденальная (дистальная) перфорация
Лечение:
- Консервативное (антибиотики, назогастральный дренаж) - при 1-2 типах
- Хирургическое - при 3 типе

### Другие осложнения
- Холангит (0,5-1,0%)
- Аллергические реакции на контраст
- Кардиопульмональные осложнения

## Альтернативные методы
В последние годы для диагностики патологии жёлчных путей всё чаще используют:
- МР-холангиопанкреатографию (МРХПГ)
- Эндоскопическую ультрасонографию (ЭУС)
- Чрескожную чреспечёночную холангиографию